# 小山野
小山野（こやまの）は、千葉県君津市の地名。丁番を持たない単独町名で、郵便番号は299-1126。

## 地理
市内西部、小糸川の支流である江川の上流部に位置する。北側以外の三方を山林に囲まれた南北に細長い地域で、中央を南北に走る国道127号周辺および東西に枝状に広がる平地が主に水田として利用されており、その間に集落が点在する。
西から北にかけて郡、北東で浜子、東で宮下・大山野、南東で山高原、南で富津市亀沢、南西で富津市上とそれぞれ接する（特記ないものは君津市）。

### 河川
- 江川

## 歴史

### 沿革
- 江戸時代 - 周淮郡小山野村成立。旗本大久保氏領[4]。
- 1873年（明治6年） - 小山野村、千葉県に所属[4]。
- 1889年（明治22年）4月1日 - 町村制施行により周淮郡周南村大字小山野となる[4]。
- 1897年（明治30年）4月1日 - 周南村、郡統合により君津郡所属となる。
- 1954年（昭和29年）3月31日 - 周南村と君津町（初代）・貞元村が合併し君津郡君津町（2代目）が成立、同町の大字となる。
- 1971年（昭和46年）9月1日 - 君津町が市制施行し、君津市となる。

## 世帯数と人口
2020年（令和2年）5月31日現在の世帯数と人口は以下の通りである。
| 大字   | 世帯数 | 人口  |
| ------ | ------ | ----- |
| 小山野 | 69世帯 | 186人 |

## 小・中学校の学区
市立小・中学校に通う場合、学区は以下の通りとなる。
| 番地 | 小学校             | 中学校             |
| ---- | ------------------ | ------------------ |
| 全域 | 君津市立周南小学校 | 君津市立周南中学校 |

## 交通
地内を通る鉄道・バス路線はない。最寄駅はJR内房線君津駅および佐貫町駅。

### 道路
国道
- 国道127号（内房なぎさライン）
  - 小山野トンネル（小山野隧道） - 当地と富津市亀沢に跨がるトンネル。1990年2月4日に崩落事故が発生した[要出典]。

## 施設
- 羽田大豊工業株式会社 君津工場

## 史跡
- 西了寺
- 禅定院
- 東福院
- 小山野神社
- 阿天利神社
- 日枝神社